# Jenský kodex
Jenský kodex (latinsky Antithesis Christi et Antichristi) je bohatě iluminovaný husitský rukopis z konce středověku. Vznikl okolo roku 1500 na objednávku pražského utrakvisty Bohuslava z Čechtic, který sám největší část rukopisu také napsal. Obsahuje texty v češtině a latině s husitskou a křesťansko-filosofickou tematikou, doplněné 122 bohatě zdobenými iluminacemi. Jeho součástí je vedle převažujících rukopisných částí i drobný prvotisk. Kodex je od roku 1951 součástí sbírek Národního muzea v Praze.

## Historie

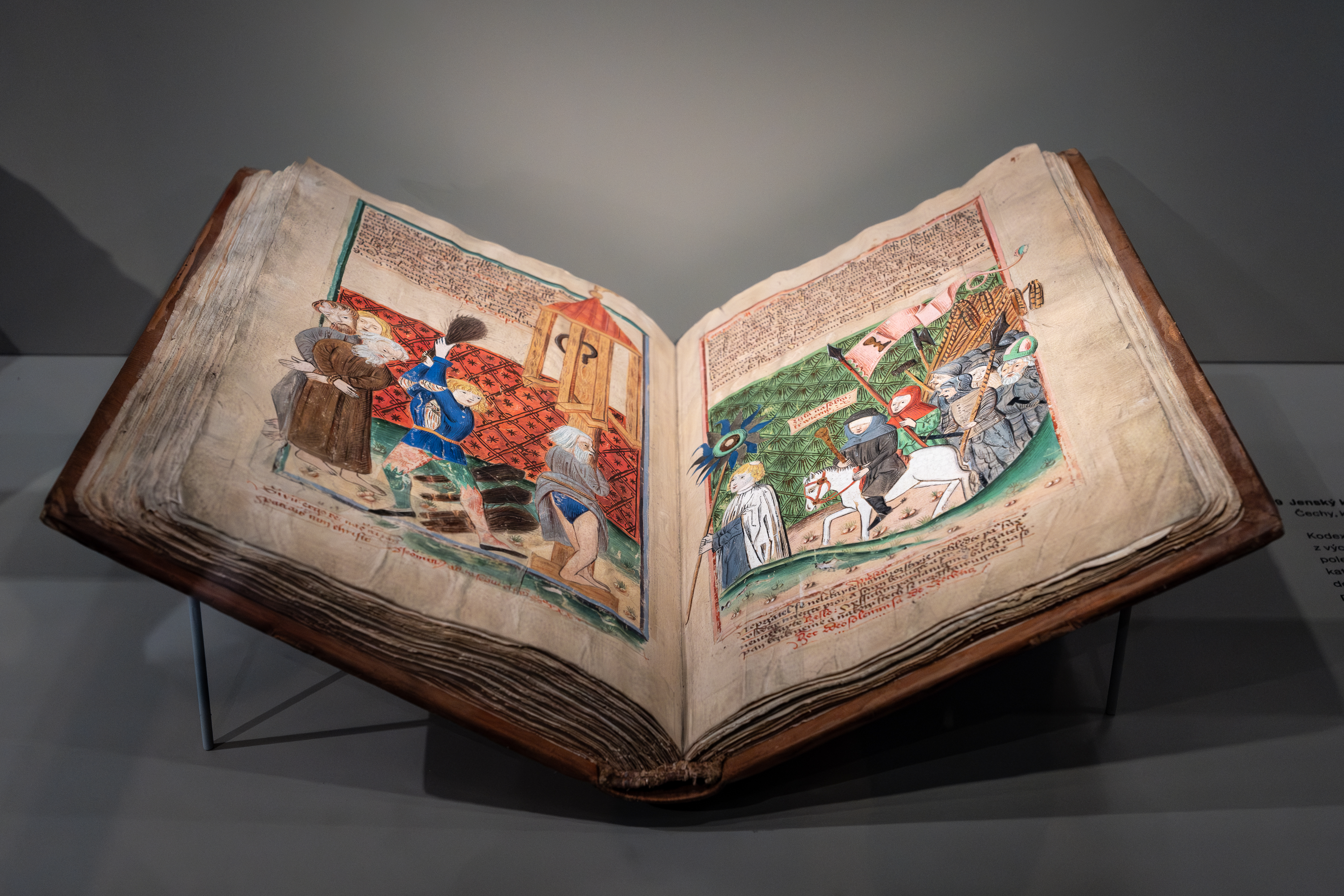
Jenský kodex, faksimile v expozici Národního muzea

Rukopis nechal pořídit člen Laudovy koleje pražské univerzity Bohuslav z Čechtic přibližně mezi lety 1490–1510, svázán byl patrně koncem první čtvrtiny 16. století. Ve druhé čtvrtině 16. století se za dosud neobjasněných okolností kodex dostal do Německa, snad jako dar Martinu Lutherovi. Zde zůstal několik staletí uložen v univerzitní knihovně v Jeně, odkud získal také svůj dnešní název. Pro české prostředí kodex, zapsaný původně v Jenské knihovně jako Antithesis Christi et Antichristi, znovuobjevil koncem 18. století Josef Dobrovský, který jej v roce 1792 podrobně prozkoumal během svých zahraničních cest a přispěl k jeho bližšímu určení a datování. Velký zájem o kodex projevil také Dobrovského současník Johann Wolfgang von Goethe, působící v té době jako kurátor Jenské univerzity, jenž zaslal v roce 1824 do Prahy popis kodexu a kopie vybraných iluminací s husitskou tematikou. Počátkem 20. století se rukopis v letech 1901–1902 poprvé ke studijním účelům vrátil na území Čech, kde byl Zdeňkem Nejedlým pořízen nový diplomatický přepis rukopisu a popisy všech iluminací. Definitivně se do Prahy vrátil v roce 1951, kdy jej prezident NDR Wilhelm Pieck předal Klementu Gottwaldovi jako státní dar Československu. V roce 1954 byl o kodexu natočen jedenáctiminutový dokumentární film. Velký zájem odborníků a médií v 50. a 60. letech způsobily zhoršení špatného fyzického stavu kodexu, v letech 1981–1985 proto prošel rozsáhlým restaurátorským zásahem. Je uchováván ve sbírce rukopisů Knihovny Národního muzea, vystavován je jen výjimečně. V posledních letech byl vystaven na Pražském hradě v březnu 2010 a znovu při příležitosti 600. výročí upálení Jana Husa v červnu 2015 v Národním muzeu. V roce 2009 vyšla faksimile kodexu.

## Obsah
Kodex obsahuje různé literární a obrazové celky, které představují významné česky a latinsky psané náboženské, filozofické a satirické texty s prohusitským zaměřením. Skládá se z několika rukopisů a jednoho prvotisku na 111 papírových a 9 pergamenových listech se 122 iluminacemi. Současné řazení jednotlivých součástí je výsledkem restaurování v letech 1981–1985, kompletní původní podobu rukopisu proto dnes nelze jednoznačně rekonstruovat. Jednotlivé části konvolutu jsou následující:
- fol. 1r: titulní list
- fol. 2r–6r: zlomek tzv. malé latinské antiteze (jediná část kodexu napsaná v latině)
- fol. 8r–8v: píseň Věrní křesťané, silně doufejme
- fol. 10v–11r: iluminace Urbs terrena (Město pozemské) a Urbs coelestis (Město nebeské)
- fol. 37v-38v: iluminace kázání (37v) a upálení (38r) Jana Husa a upálení Jeronýma Pražského (38v)
- fol. 9v, 12r-24v, 26r-37r: traktát Tabulae veteris et novi coloris seu Cortina de Anticristo od Mikuláše z Drážďan
- fol. 39r–54v: utrakvistická příloha Pasionálu (prvotisk z roku 1495, jediná nerukopisná součást)
- fol. 55v-56r: iluminace Přijímání podobojí a Bitva husitů s křižáky (řazeno k Časovým obrazům)
- fol. 57r–65v: Luciperův list Lvovi z Rožmitálu od Oldřicha z Kalenice
- fol. 25r, 66r–79r: Časové obrazy – cyklus 24 iluminací zobrazujících klíčové historické události husitské doby
- fol. 78v–79r: iluminace Mniši v lázni a Umučení sv. Vavřince (řazeno k Časovým obrazům)
- fol. 80r–85v: traktát O oklamání a zmámení křesťanstva skrze zlé kněžstvo
- fol. 92r–97v: Hádání Chytrosti s Upřímností
- fol. 103r–107v: Zrcadlo o posledních věcech člověka

## Výzdoba
Jednotlivé součásti kodexu jsou doprovázeny bohatými iluminacemi, které jednak zdůrazňují obsah textů, zároveň ale také samy slouží jako vizuální nástroj pro šíření husitských idejí. Známé jsou zejména ilustrace zobrazující motivy z husitských dějin, jako např. upálení Jana Husa (fol. 38r), heslo „Veritas vincit“ (česky Pravda vítězí) vedle kalichu na obraze boje husitů s křižaky (fol. 56r) či slepý Jan Žižka v čele vojsk (fol. 76r), který se v upravené podobě objevil po roce 1970 na československé dvacetikoruně. Tendence výzdoby je silně prohusitská, s výraznou satirou a kritikou katolické církve, což se ostře projevuje v některých iluminacích, např. křižáků s nabodnutým dětským tělíčkem (fol. 56r), kardinála korunujícího nevěstku papežskou tiárou (fol. 70r), Satana rozdavajícího odpustky (fol. 71v) nebo kněze vraždícího své dítě (fol. 77r).
Autorem nejlépe provedených obrazů (Časové obrazy a některé iluminace s výjevy z husitských dějin) byl Janíček Zmilelý z Písku, zbylé obrazy zhotovili tři iluminátoři, patřící k jeho iluminátorské dílně.

## Galerie

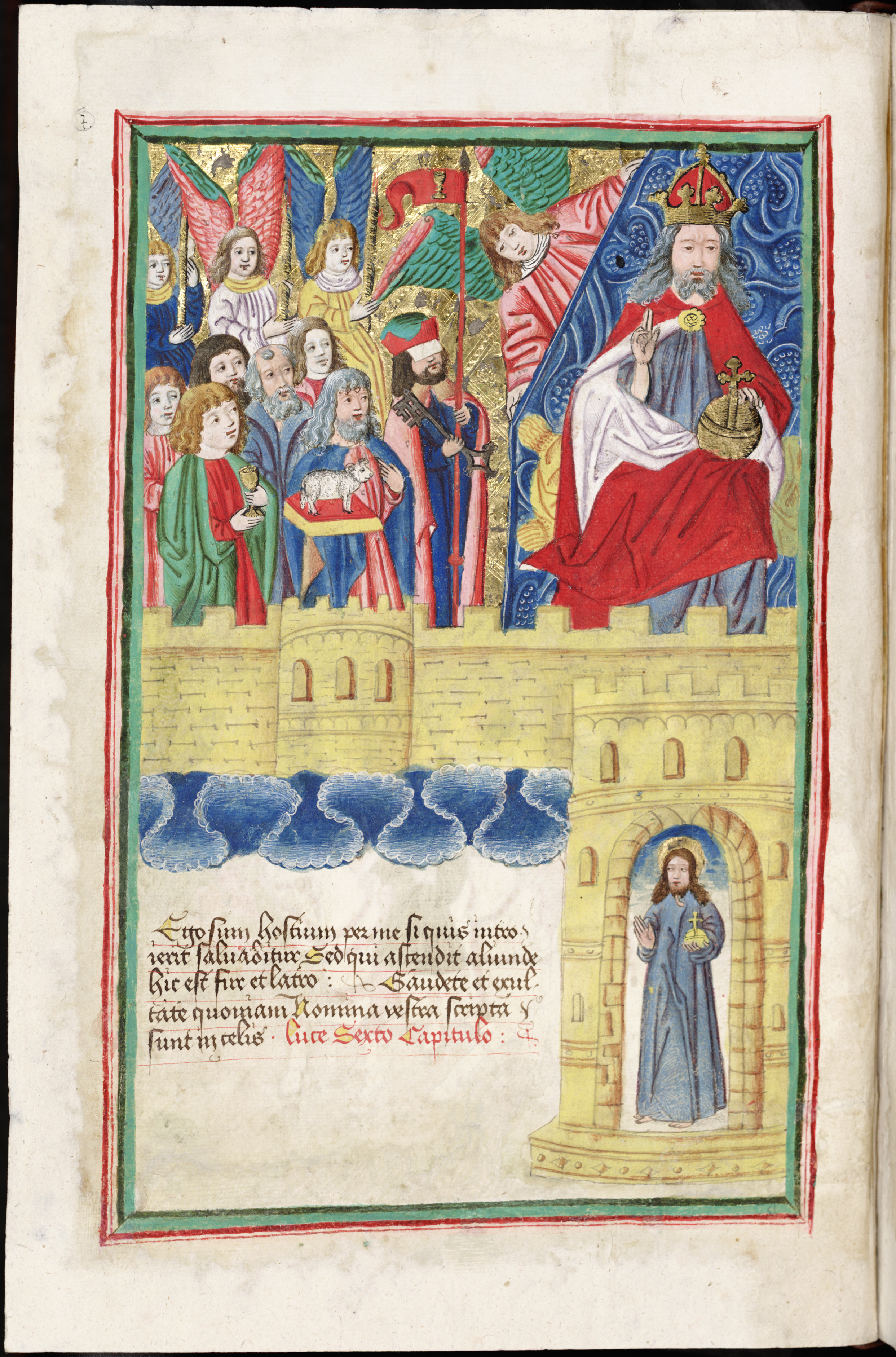
Jan Žižka v nebi jako klíčník, fol. 5v
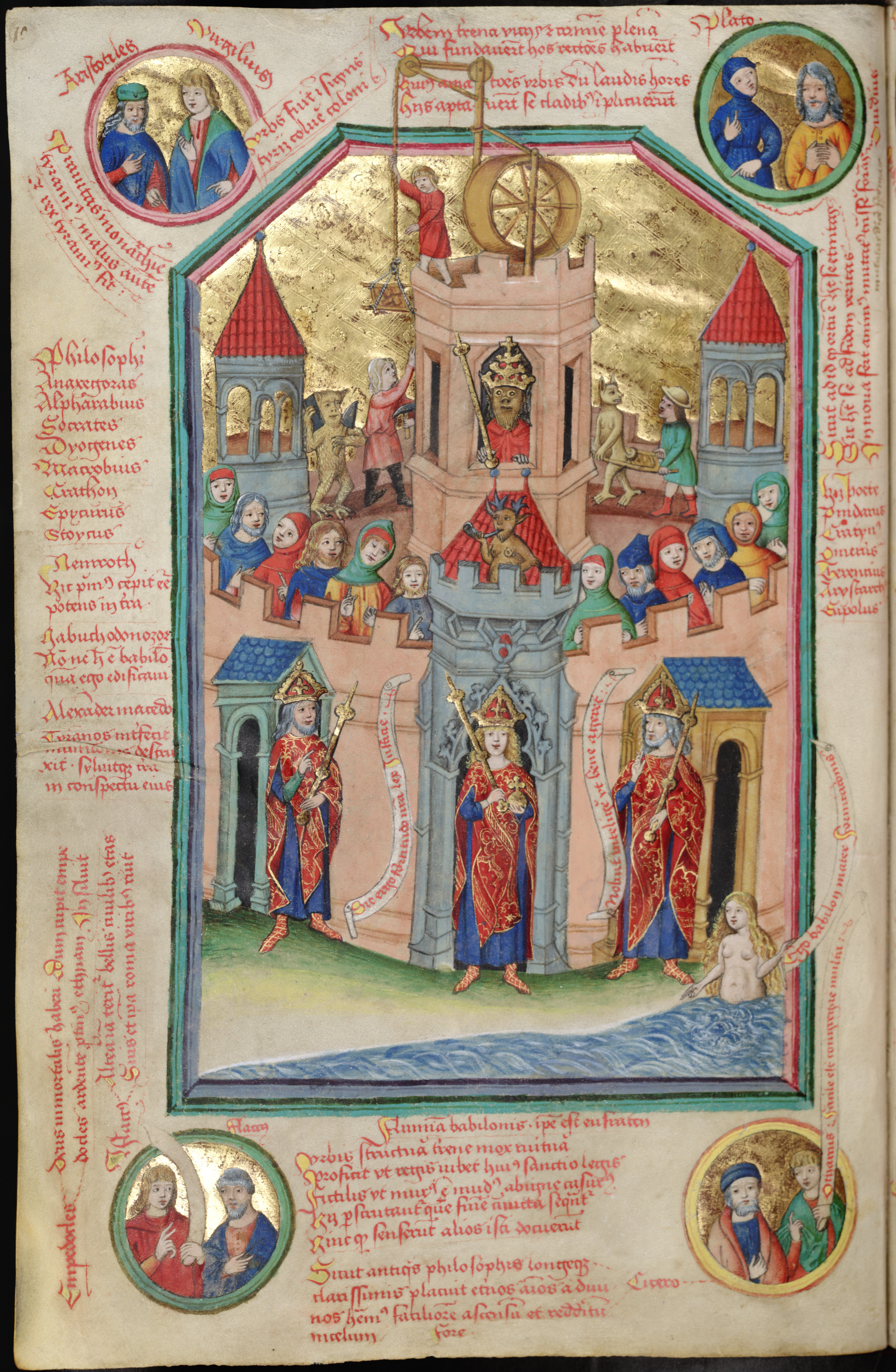
Město Antikristovo, fol. 10v
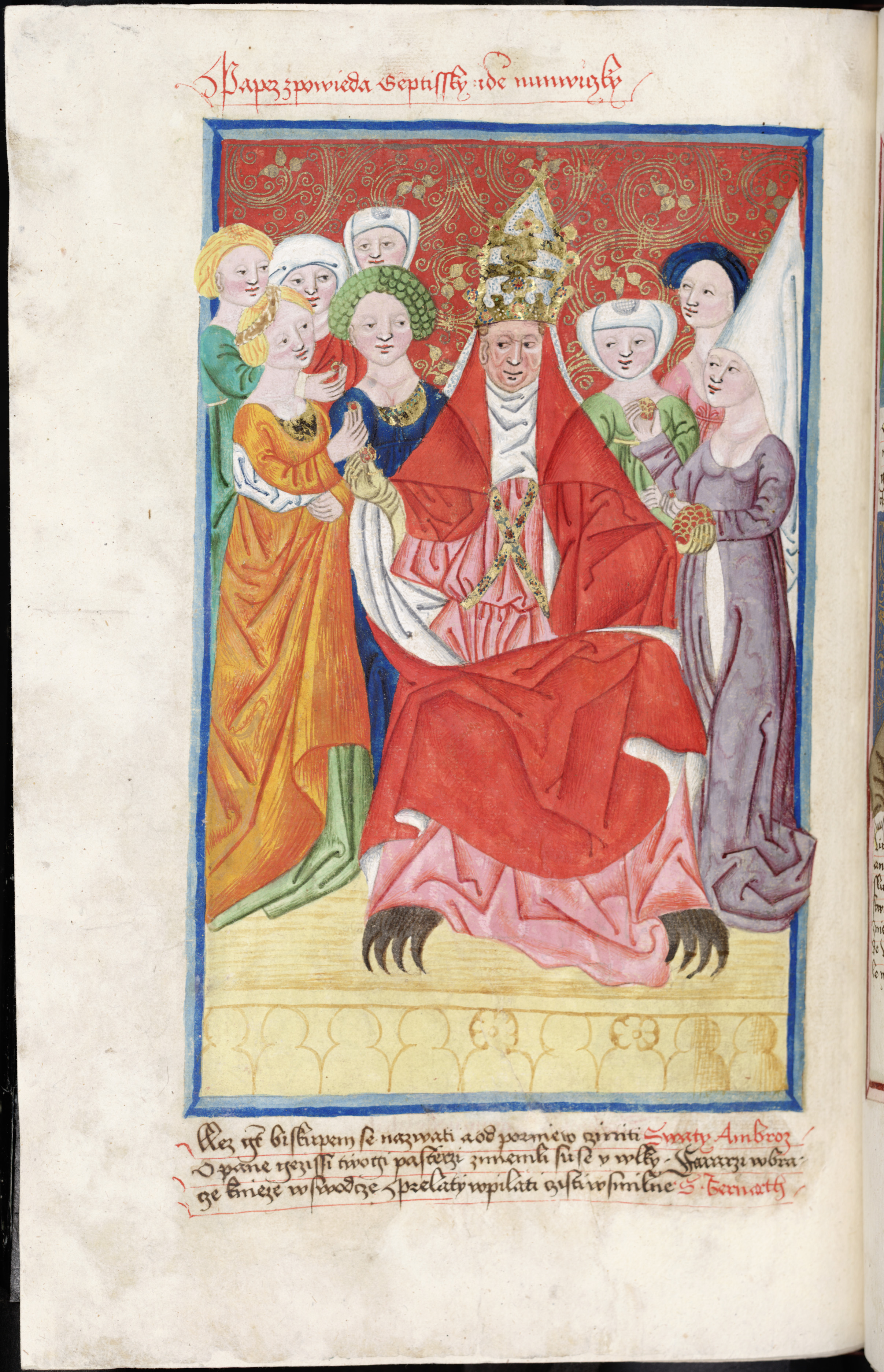
Papež zpovídá jeptišky, fol. 35v
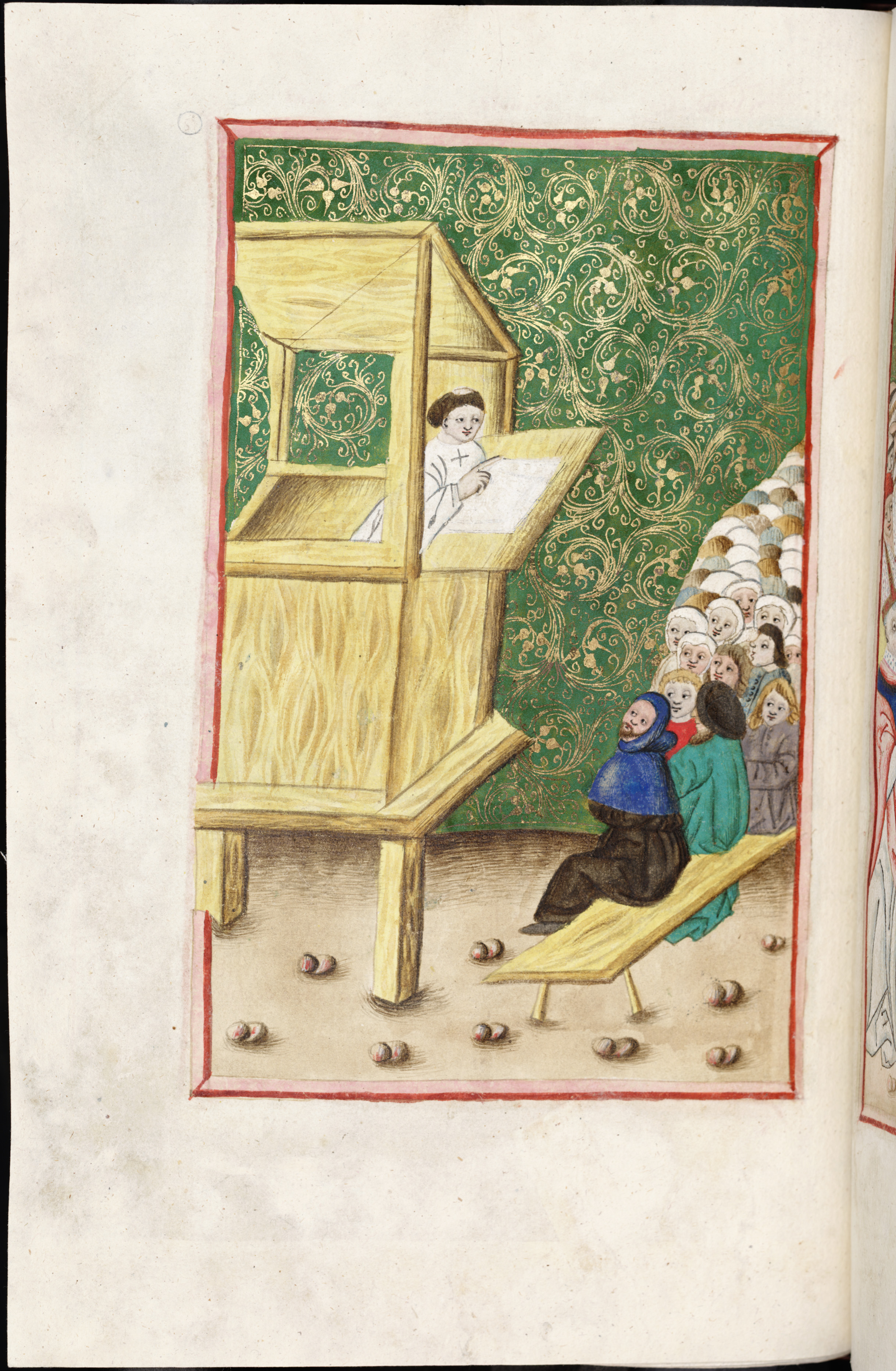
Mistr Jan Hus na kazatelně, fol. 37v
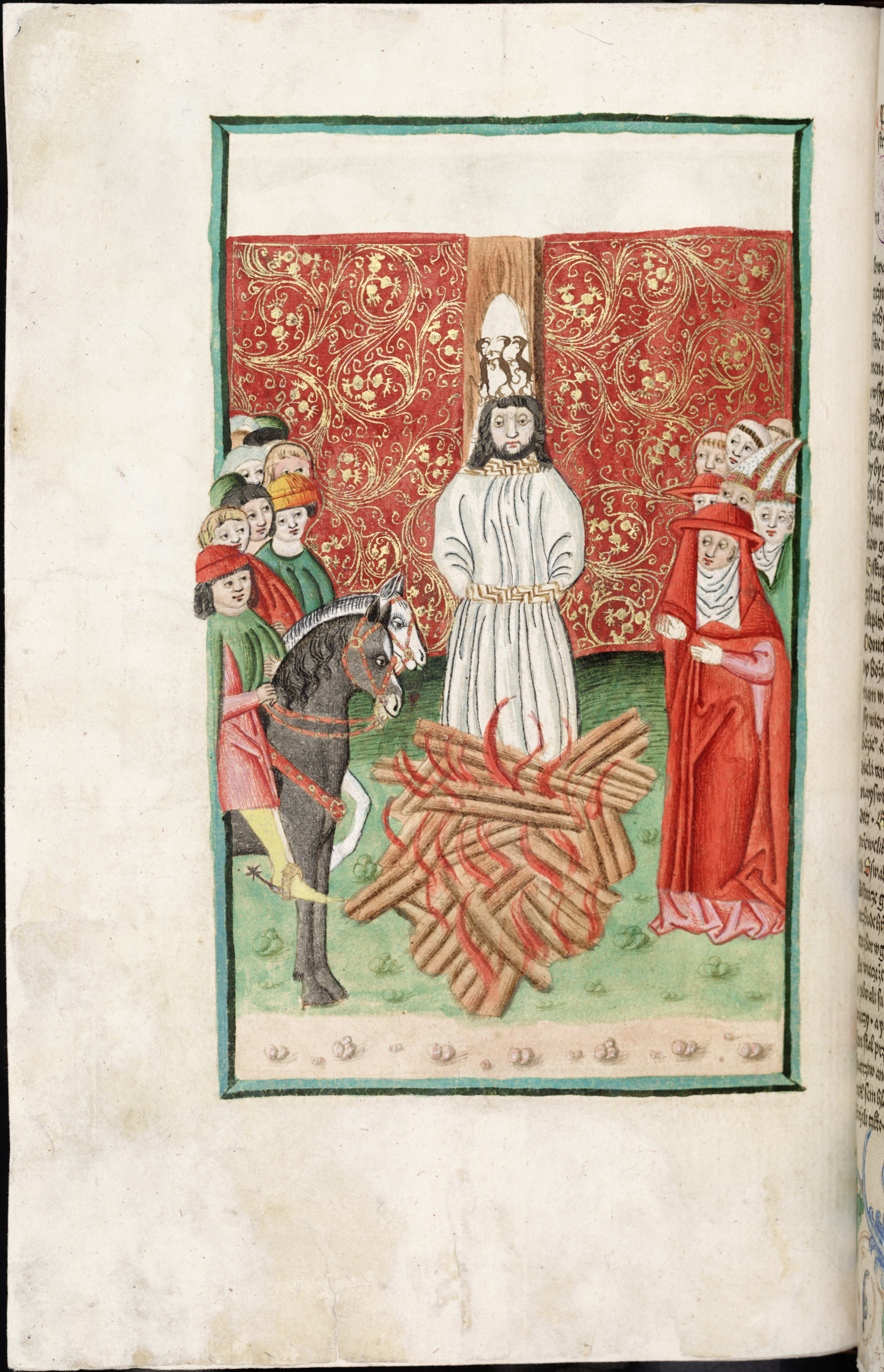
Upálení M. Jeronýma Pražského, fol. 38v
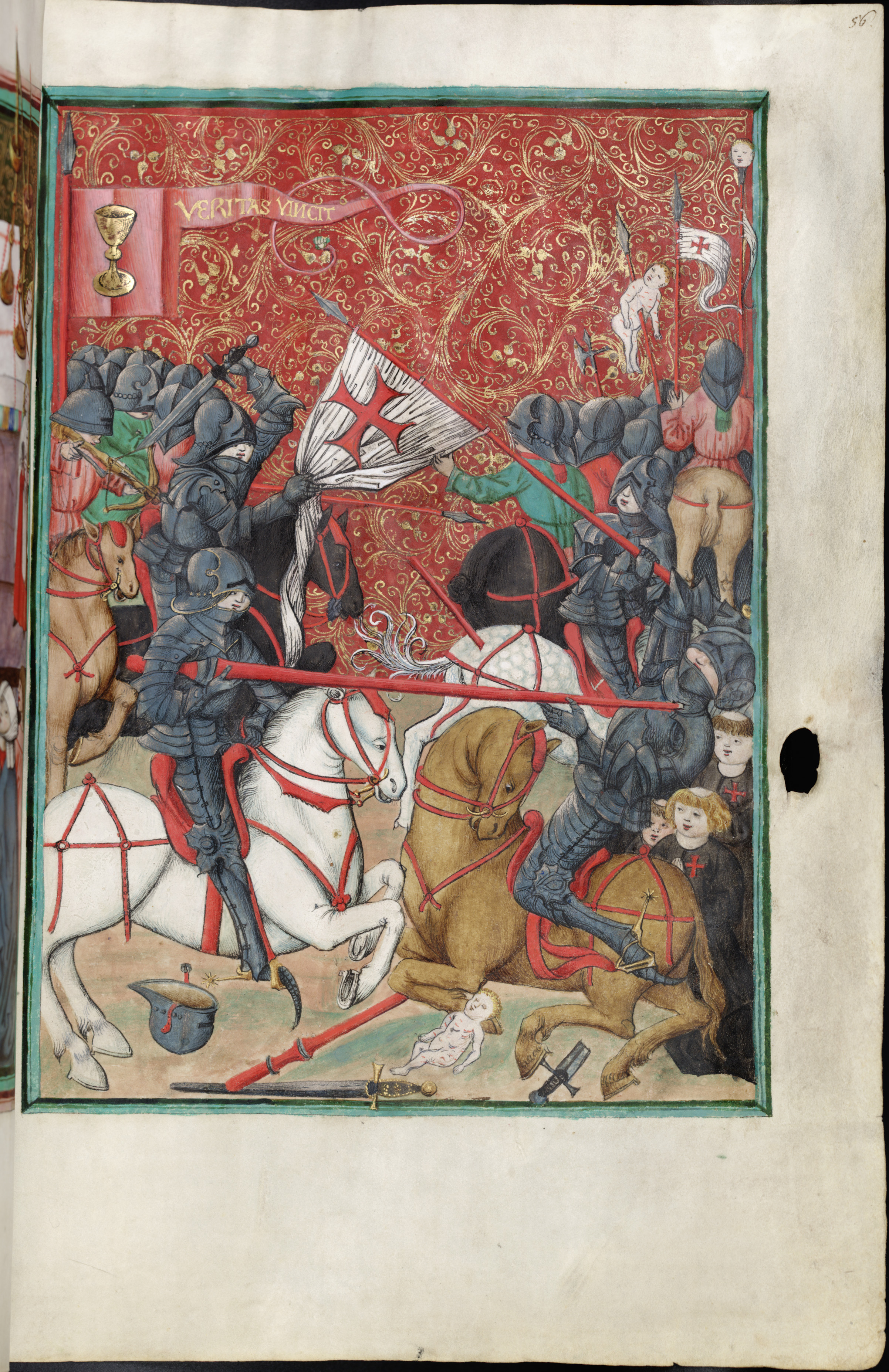
Boj husitů s křižáky, fol. 56r
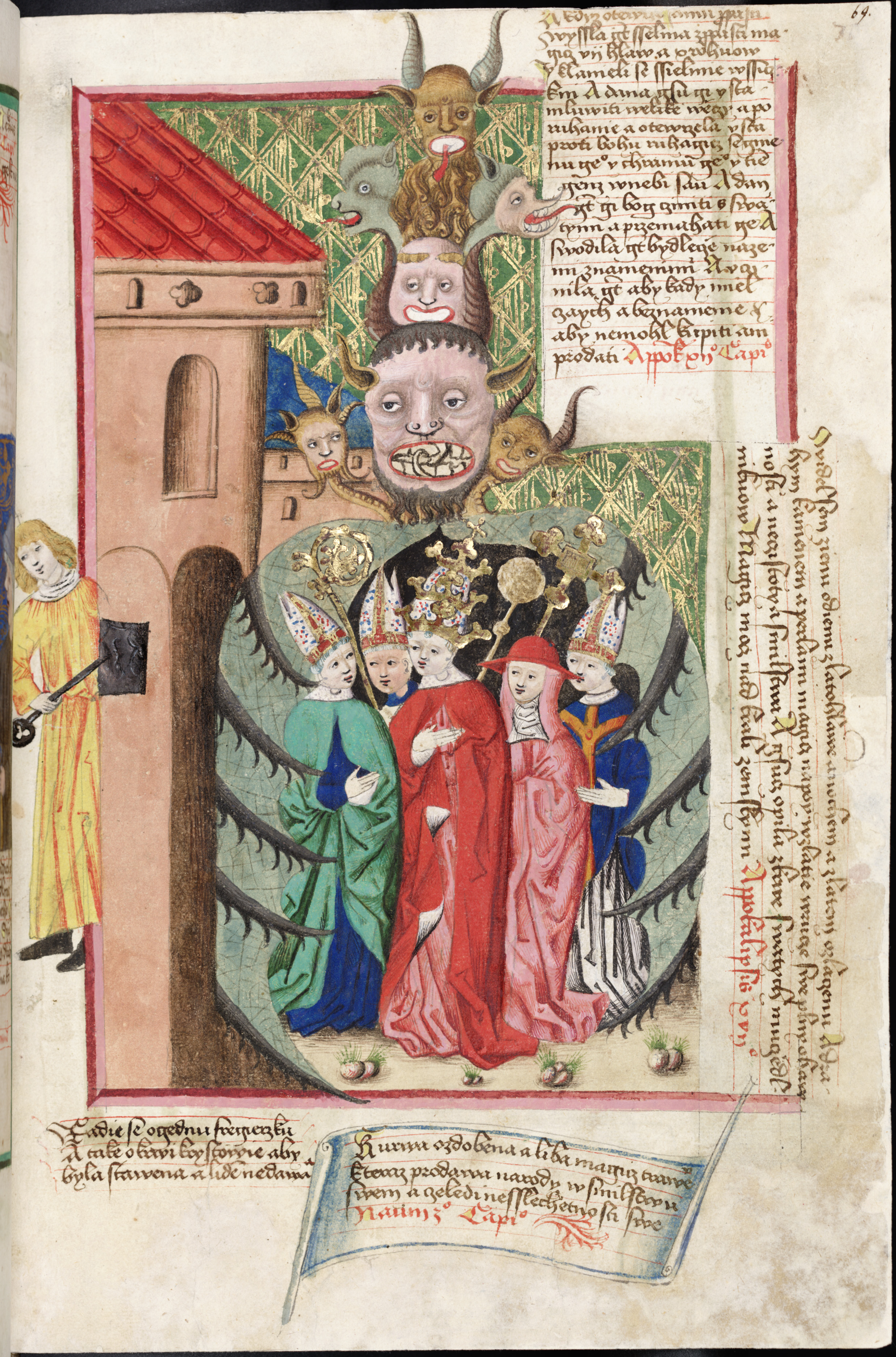
Papež, kardinál a biskupové v objetí apokalyptické šelmy, fol. 69r
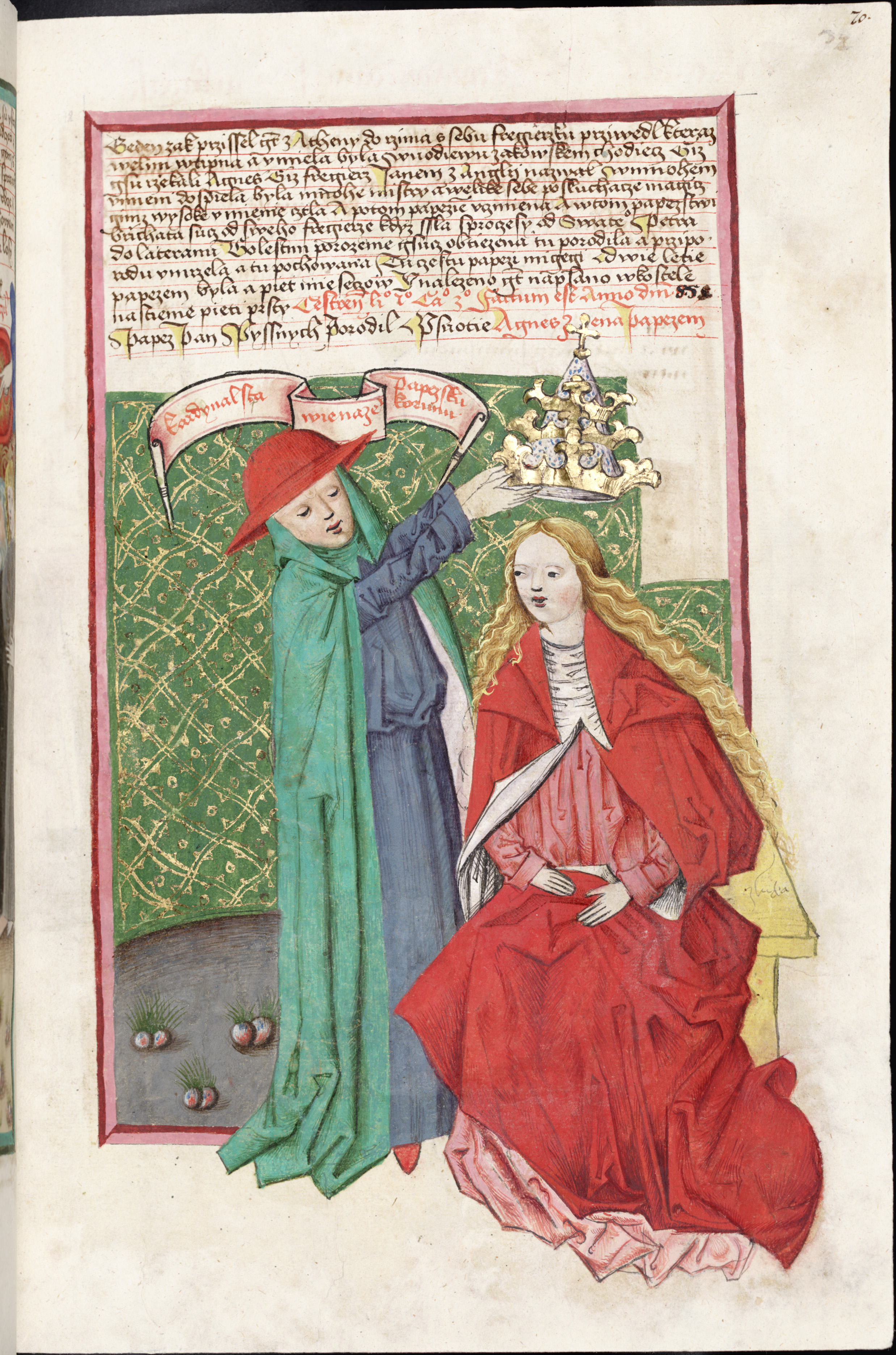
Kardinál korunuje nevěstku papežskou tiárou, fol. 70r
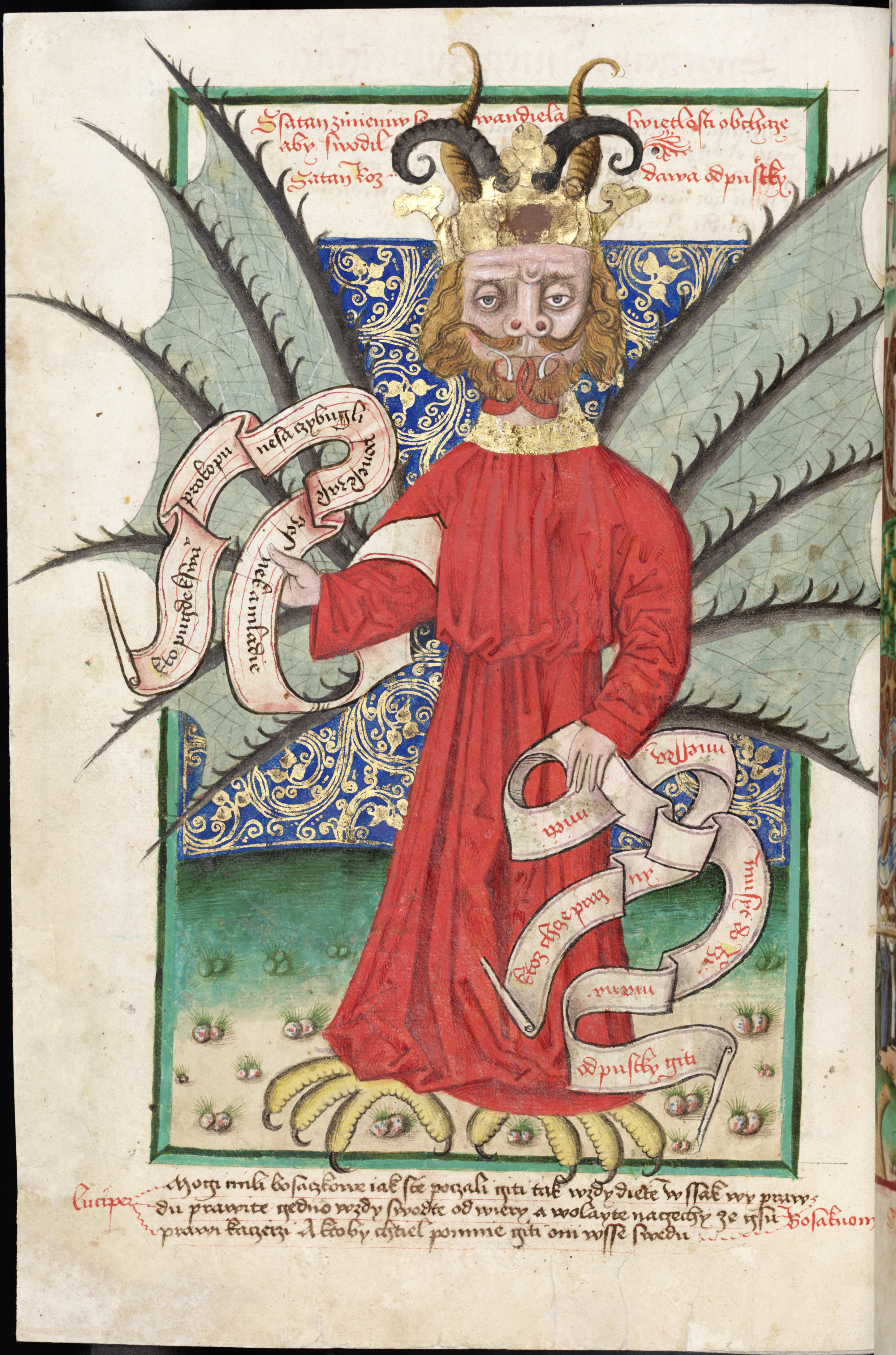
Satan rozdává odpustky, fol. 71v
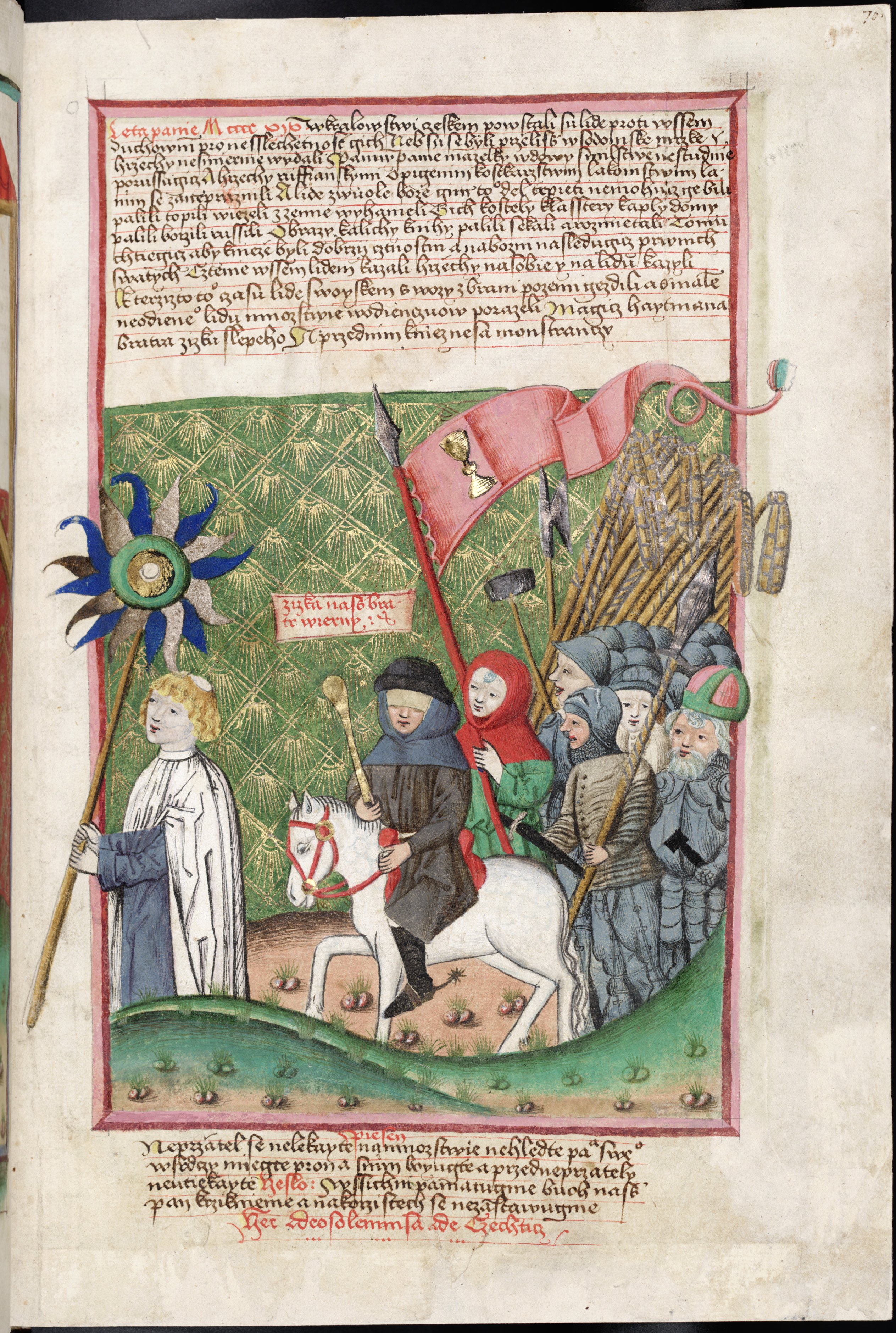
Jan Žižka v čele husitských vojsk, fol. 76r
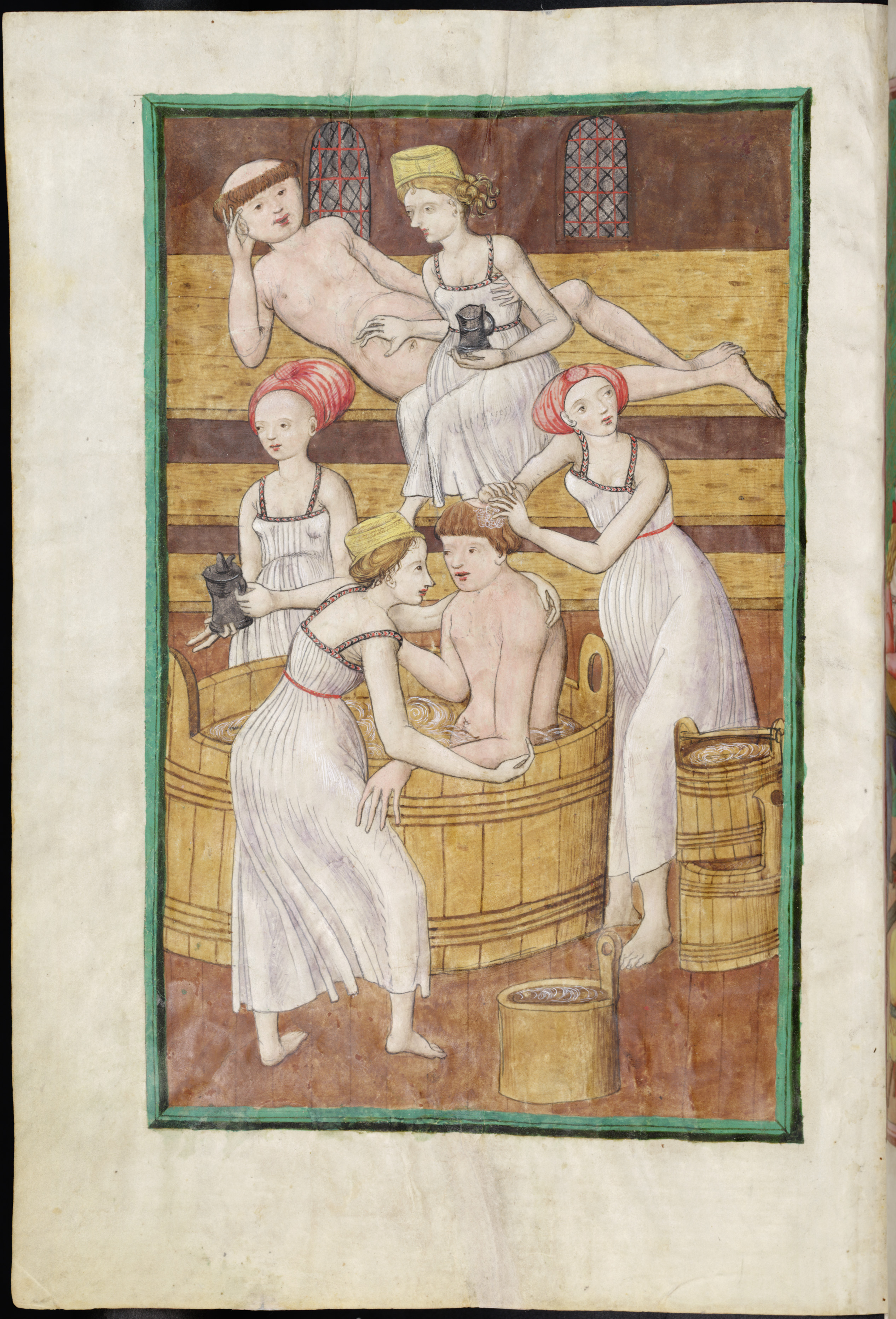
Mniši v lázni, fol. 78v
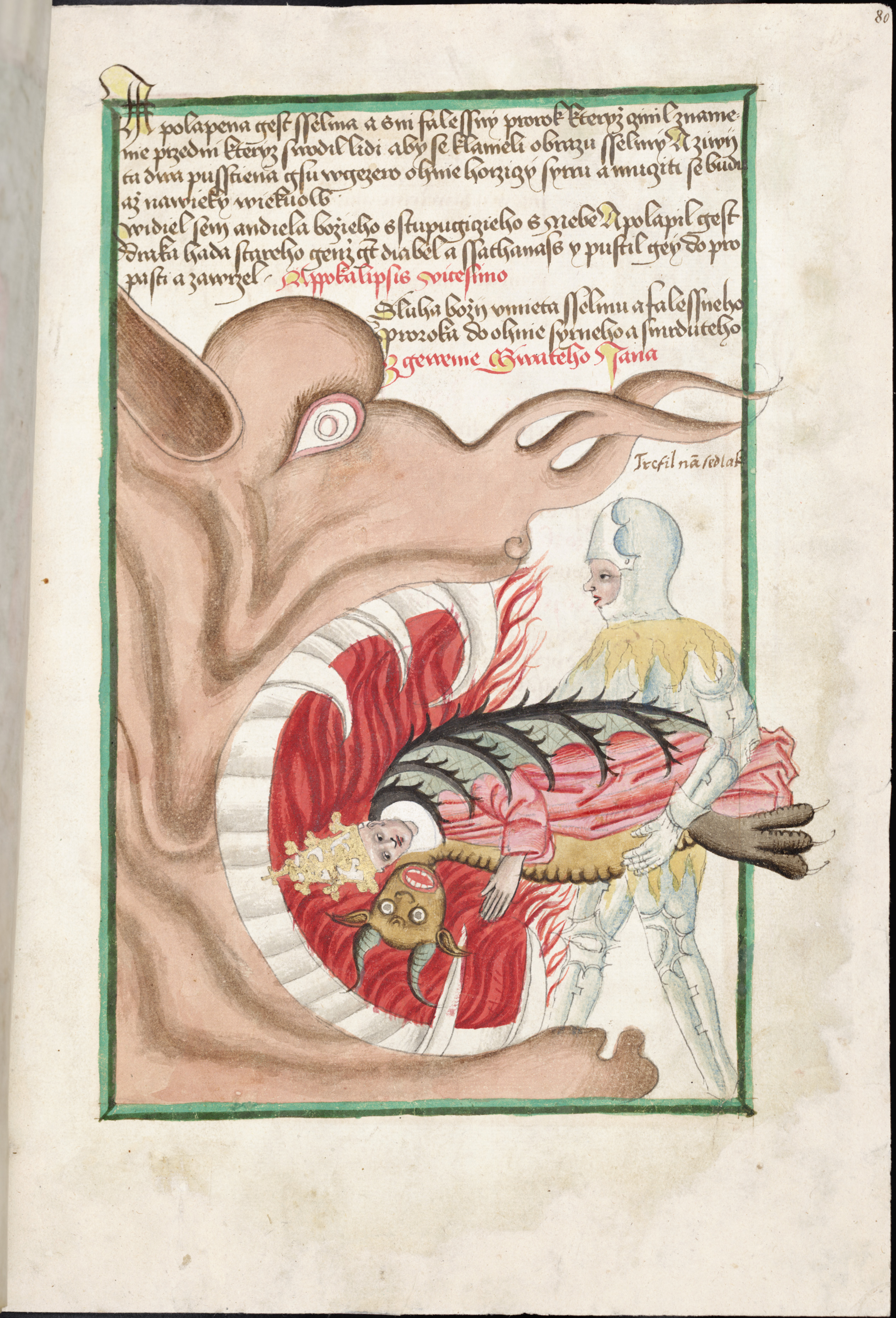
Sluha boží hází falešného papeže do ohnivé tlamy apokalyptické šelmy, fol. 80r
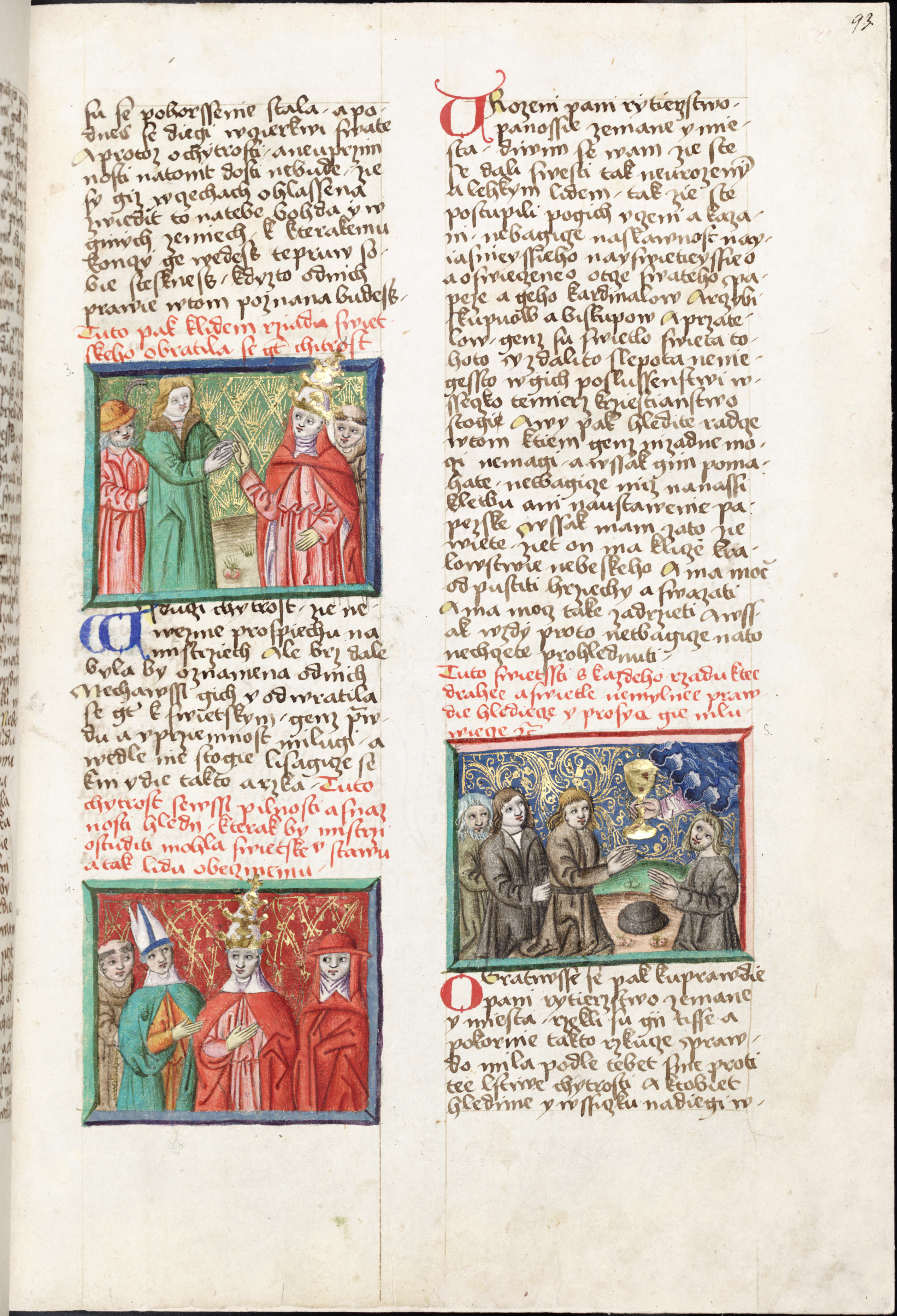
Ilustrace v textu Hádání Chytrosti s Upřímností, fol. 93r
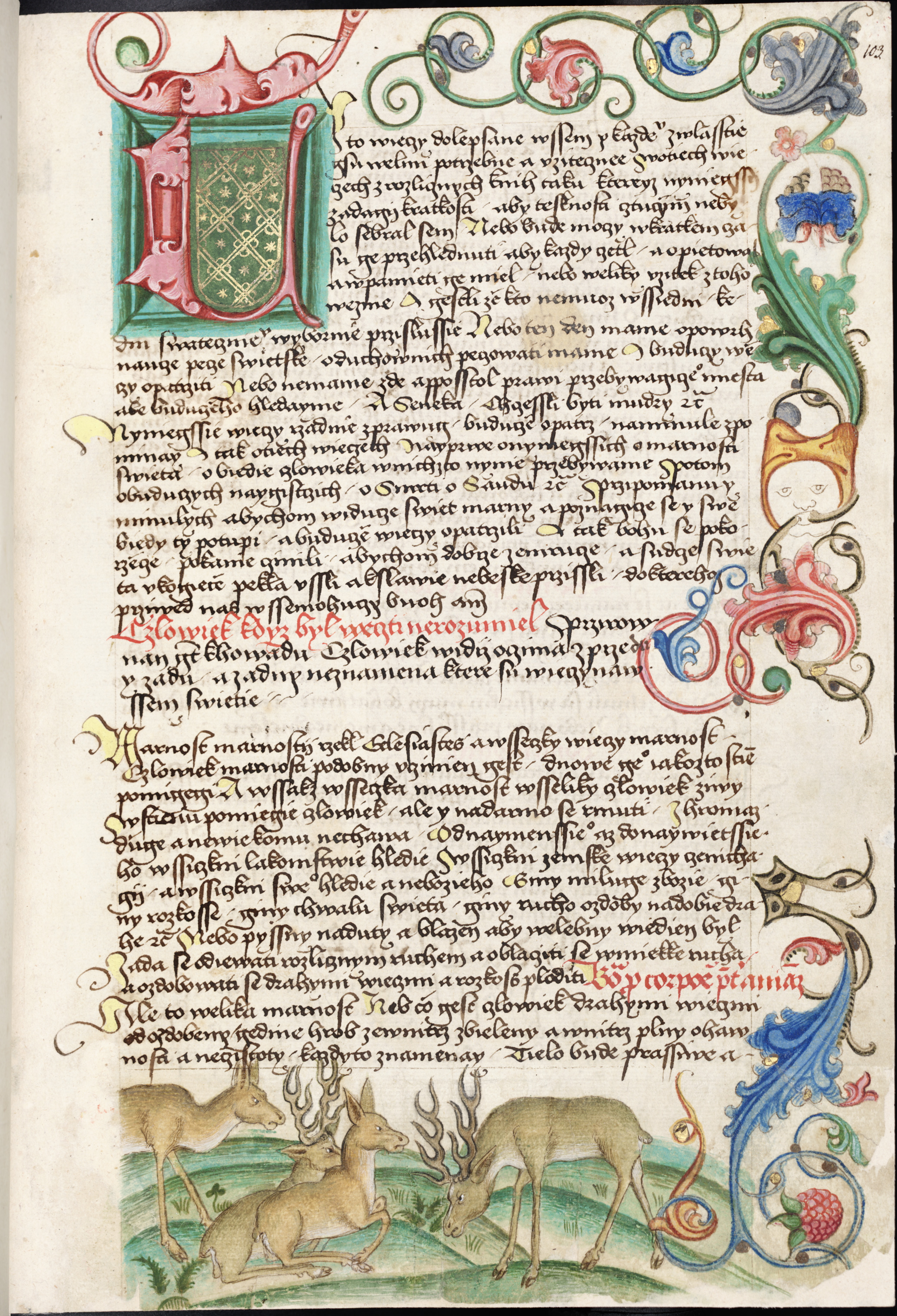
Ukázka ornamentální výzdoby na prvním listu Zrcadla o posledních věcech člověka, fol. 103r